# Ambachtsheerlijkheid 's-Heer Hendrikskinderen

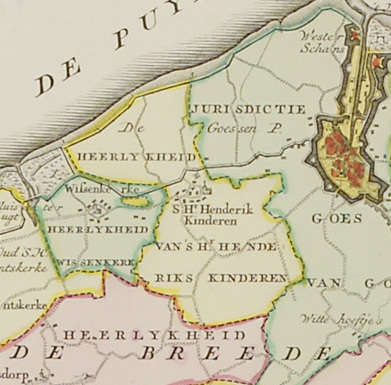
Heerlijkheid 's-Heer Hendrikskinderen

De heerlijkheid 's-Heer Hendrikskinderen is een ambachtsheerlijkheid gelegen op Zuid-Beveland in de Nederlandse provincie Zeeland.

## Geschiedenis
Rond 1200 was Hendrik van Schenge ambachtsheer van de heerlijkheid. Hij begon met de bouw van een dorpskerk die door zijn kinderen werd voltooid; dit zou uiteindelijk zorgen voor de dorpsnaam 's-Heer Hendrikskinderen. De familie Van Schenge bouwde eind 13e eeuw tevens het kasteel 's-Heer Hendriksburg.
In 1331 was de heerlijkheid in bezit van Jan van Beaumont.

### Jacoba van Beieren
De heerlijkheid werd mede bekend vanwege het schieten van de koningsvogel door Jacoba van Beieren, gravin van Holland en Zeeland. Jacoba werd uitgenodigd om naar een bepaald soort vogel te schieten, waar zij op in ging. Toen zij raak had geschoten vroeg zij aan de bevolking van 's-Heer Hendrikskinderen of zij een gunst van haar wilde. Daarop vroeg men om vrijheid van vlastienden, die Jacoba hen gunde voor altijd.

### Ruychrok
In 1439 bleek Wolfert van der Maalstede met het ambacht beleend, maar hij verkocht een jaar later het kasteel en ambacht aan Jan Ruychrok (1385-1473), een ambtenaar in dienst van de Bourgondiërs. Hertog Philips van Bourgondië keurde in 1444 de aankoop door Ruychrok van het ambacht goed en drie jaar later maakte de hertog het ambacht tot een onversterfelijk leen, zodat Ruychrok het aan zijn nazaten - zowel zonen als dochters - kon nalaten. Jan werd opgevolgd door zijn gelijknamige zoon, die het in 1554 naliet aan zijn eigen zoon Joost Ruychrok van de Werve. Het ambacht 's-Heer Hendrikskinderen werd door Joost nog vóór 1602 verkocht of overgedragen aan Cornelis Gilisse Brouwer van Watervliet, maar het kasteel bleef in bezit van de familie Ruychrok van de Werve.

### 19e eeuw
In de eerste helft van de 19e eeuw was de heerlijkheid voor het grootste deel eigendom van het adellijke geslacht De Perponcher Sedlnitsky. In 1868 kocht jhr. Cornelis van Citters de heerlijkheid op een veiling. Zijn zoon, jhr. mr. dr. Adolph Jacobus van Citters verkocht deze aan notaris mr. Elisa Cornelis van Dissel uit Goes. Deze notaris had ook aandelen had in andere heerlijkheden op Zuid-Beveland, zoals de Heerlijkheid Sinoutskerke en Baarsdorp.

### 20e eeuw
In 1978 kocht journalist en persvoorlichter T.C. Swart op een openbare veiling de heerlijkheid. De heerlijke rechten bestonden uit weiderechten, visrechten, jachtrechten en windrechten. Daarnaast waren er enkele tientallen kilometers berm aan verbonden. Tijdens de ruilverkaveling 'De Poel-Heinkenszand' zijn de bermpercelen omgeruild voor een stuk grond. Doordat de visrechten en de weiderechten bij de ruilverkaveling zijn opgenomen in de akte van toedeling, bestaan deze mogelijk nog.
Swart had het plan om op het nieuw gevormde perceel het kasteel van 's-Heer Hendrikskinderen te herbouwen. De provincie Zeeland weigerde echter een verklaring van geen bezwaar af te geven voor de bouwplannen.

## Eigendom
In Zeeland hadden, in tegenstelling tot in het graafschap Holland, alle zonen recht op een deel van de ambachtsheerlijkheid bij het overlijden van hun vader. Dit leidde er toe dat heerlijkheden in steeds kleinere delen versnipperd raakten. Na de Bataafse Revolutie veranderde dit toen rijke families de versnipperde delen opkochten. Zo ook in 's-Heer Hendrikskinderen, waarvan leden van de geslachten De Perponcher Sedlnitsky en van Citters een groot aantal delen verwierven. Met de aankoop van deze en andere delen in de jaren 1920 door notaris E.C. van Dissel kwam de ambachtsheerlijkheid na honderden jaren versnippering weer in een hand.

## Eigenaren sinds 1609
- Cornelis Gillissen Brouwer, later 'Van Watervliet (1609-1622)
  - Cornelis van Watervliet (1592-1636)
    - Emmery van Watervliet (1634-1685)

- Ferdinand de Perponcher Sedlnitsky (1610-1684)
  - Willem Emmery de Perponcher Sedlnitsky (1664-1713)
    - mr. Arend Jacob des H.R. Rijksgraaf de Perponcher Sedlnitsky (1692-1771)
      - Willem Cornelis de Perponcher Maisonneuve (1707-1744)
        - mr. Cornelis Baron de Perponcher Sednlitsky (1733-1776)

- Jhr. C. van Citters, 1868 (1826-1882)
  - Jhr. mr. dr. A.J. van Citters, 1882 (1855-1928)

- Elisa Cornelis van Dissel, 1925 (1866-1952)
  - Michiel Elie Johannes Francois van Dissel, 1952[3] (1908-1981)

- Pieter Hoogerwerf, 1970

- Tjebbe Cornelis Swart, 1978 (1916-1995)
  - Jeanne Cornelia Swart, 1995

## Wapen
De heerlijkheid heeft nooit een wapen gevoerd in de tijd van het ancien régime. Later werd het wapen gebruikt dat bij het dorp 's-Heer Hendrikskinderen hoort. Dit wapen bestaat uit een schild van sabel (zwart) met de letters H K K van zilver. 